# Skorpions Varese 2009
Questa voce raccoglie le informazioni riguardanti gli Skorpions Varese nelle competizioni ufficiali della stagione 2009.

## Roster
| Roster degli Skorpions Varese (2009) |
| --- |
| Quarterback - 3 Giorgio Giorgetti QB/RB - 7 Miguel Angel Garnica Gallardo QB/WR Running Back - 4 Davide Pierobon RB/DB - 22 Cristian Bianchi RB/DL - 24 Fabrizio Paltani - 25 Nicolas Poncini - 36 Marco Sclip RB/OL - 43 Andrea Postè - -- Federico Mollica - -- Paolo Ambrosetti Wide Receiver - 13 Daniele Colombo - 81 Alberto Malomo - 82 Fabio Formaggia - 85 Mattia Borioli WR/CB - 88 William Texeira de Trinidade - -- Andrea Colombo - -- Mattia Boria Tight End - 83 Antonio Raffaele TE/K - -- Andrea Pietrogiovanni Offensive Linemen - 54 Marco Fortunali OL/DL - 56 Paolo Montonati - 57 Gianluca Sacchetti OL/DL - 68 Marco Schafer - 69 Andrea Scola - 71 Leonardo Galvan OG/K - 75 Luca Giotto OG - 76 Ryan Nanni Fossati OT Defensive Linemen - 37 Nicolò Moruzzi DE/P - 51 Massimo D'Alessandra DL/OL - 55 Claudio Marsegan DL/OL - 58 Fabio Stoppa - 60 Daniele Bulgheroni DL/OL - 78 Iurie Chitic DE - -- Alberto Attampato - -- R. Valbuzzi - -- Stefano Milizia Linebacker - 19 Mauro Bizzaro LB/RB - 27 Marco Aletti - 47 Mattia Arosio - 53 Lorenzo Pagnotti - 56 Christian Gaiga - 59 Fabio Raffaele - 71 Giuseppe Pisoni LB/DL - 95 Andrea Balduzzi - -- Valentino D'Agostino LB/DB Defensive Back - 6 Massimo Filomena - 12 Marco Bottelli CB - 14 Marco Stocco DB/LB - 19 Marco Mascheroni - 21 Nicola Tittoto - 24 Roberto Marrapodi - 32 Pierangelo Aimetti - 42 Maurizio Panzini Special Team Coaching staff - Andrea Vecchi |

## Campionato Golden League FIF 2009

### Regular season
| La Spezia 14 marzo 2009, ore 21:00 CEST week 1 | Nemotec Red Jackets Sarzana | 28 – 21 (0-7 14-3 6-8 8-3) | Skorpions Varese | Stadio Bruno Federghini |
| \| \| \| \| \| Milani J. Q2 (TD) 63yd run Tavecchia F. Q2 (tpc) rush Milani T. Q2 (TD) 30yd pass da Buchi Milani T. Q3 (TD) 35yd pass da Buchi R. Barotti F. Q4 (TD) 1yd run Sangiovanni L. Q4 (tpc) rush \| Marcatori \| Formaggia F. Q1 (TD) 6yd pass da Garnica Gallardo M.A. Raffaele A. Q1 (pat) Paltani F. Q2 (FG) 28yd field goal Garnica Gallardo M.A. Q3 (TD) 21yd run Paltani F. Q3 (tpc) rush Bianchi C. Q4 (FG) 30yd field goal \| |                             | |                  |                         |
| |                             | |                  |                         |
| Milani J. Q2 (TD) 63yd run Tavecchia F. Q2 (tpc) rush Milani T. Q2 (TD) 30yd pass da Buchi Milani T. Q3 (TD) 35yd pass da Buchi R. Barotti F. Q4 (TD) 1yd run Sangiovanni L. Q4 (tpc) rush | Marcatori                   | Formaggia F. Q1 (TD) 6yd pass da Garnica Gallardo M.A. Raffaele A. Q1 (pat) Paltani F. Q2 (FG) 28yd field goal Garnica Gallardo M.A. Q3 (TD) 21yd run Paltani F. Q3 (tpc) rush Bianchi C. Q4 (FG) 30yd field goal |                  |                         |

| Brescia 22 marzo 2009, ore week 2 | Bengals Brescia | 7 – 13 2OT (7-0 0-70-0 8-0 0-6OT)                                                                                   | Skorpions Varese | Campo Chico Nova |
| \| \| \| \| \| Barbolla R. Q1 (TD) 47yd run Barbolla R. Q1 (pat) \| Marcatori \| Garnica Gallardo M.A. Q2 (TD) 1yd run Bianchi C. Q2 (pat) Formaggia F. (OT) (TD) 14yd pass da Garnica Gallardo M.A. \| |                 | |                  |                  |
| |                 | |                  |                  |
| Barbolla R. Q1 (TD) 47yd run Barbolla R. Q1 (pat) | Marcatori       | Garnica Gallardo M.A. Q2 (TD) 1yd run Bianchi C. Q2 (pat) Formaggia F. (OT) (TD) 14yd pass da Garnica Gallardo M.A. |                  |                  |

| Varese 29 marzo 2009, ore week 3 | Skorpions Varese | 14 – 0 (7-0 0-0 0-0 7-0) | Frogs Legnano | Campo Varese Giovanile, via Majano |
| \| \| \| \| \| Paltani F. Q1 (TD) 3yd run Raffaele A. Q1 (pat) Stoppa F. Q4 (TD) endzone interception Raffaele A. Q4 (pat) \| Marcatori \| \| |                  |                          |               |                                    |
| |                  |                          |               |                                    |
| Paltani F. Q1 (TD) 3yd run Raffaele A. Q1 (pat) Stoppa F. Q4 (TD) endzone interception Raffaele A. Q4 (pat)                                   | Marcatori        |                          |               |                                    |

| Varese 5 aprile 2009, ore week 4 | Skorpions Varese | 36 – 0 (10-0 12-0 7-0 7-0) | Bobcats Parma | Campo Varese Giovanile, via Majano |
| \| \| \| \| \| Raffaele A. Q1 (FG) 27yd field goal Paltani F. Q1 (TD) 14yd run Raffaele A. Q1 (pat) Raffaele A. Q2 (FG) 20yd field goal Raffaele A. Q2 (TD) 4yd pass da Garnica Gallardo M.A. Raffaele A. Q2 (FG) 22yd field goal Garnica Gallardo M.A. Q3 (TD) 5yd run Raffaele A. Q3 (pat) Malomo A. Q4 (TD) 31yd pass da Garnica Gallardo M.A. Raffaele A. Q4 (pat) \| Marcatori \| \| |                  |                            |               |                                    |
| |                  |                            |               |                                    |
| Raffaele A. Q1 (FG) 27yd field goal Paltani F. Q1 (TD) 14yd run Raffaele A. Q1 (pat) Raffaele A. Q2 (FG) 20yd field goal Raffaele A. Q2 (TD) 4yd pass da Garnica Gallardo M.A. Raffaele A. Q2 (FG) 22yd field goal Garnica Gallardo M.A. Q3 (TD) 5yd run Raffaele A. Q3 (pat) Malomo A. Q4 (TD) 31yd pass da Garnica Gallardo M.A. Raffaele A. Q4 (pat)                                   | Marcatori        |                            |               |                                    |

| Roma 19 aprile 2009, ore week 5 | Gladiatori Roma | 6 – 14 (0-2 0-0 6-0 0-12)                                                                                 | Skorpions Varese | Stadio Paolo Rosi |
| \| \| \| \| \| Pacilio E. Q3 (TD) 18yd pass da Lupatelli D. \| Marcatori \| team Q1 (saf) automatico Paltani F. Q4 (TD) 12yd run Colombo D. Q4 (TD) 8yd pass da Garnica Gallardo M.A. \| |                 | |                  |                   |
| |                 | |                  |                   |
| Pacilio E. Q3 (TD) 18yd pass da Lupatelli D. | Marcatori       | team Q1 (saf) automatico Paltani F. Q4 (TD) 12yd run Colombo D. Q4 (TD) 8yd pass da Garnica Gallardo M.A. |                  |                   |

| San Vittore Olona 26 aprile 2009, ore week 6                                             | Frogs Legnano | 6 – 2 (0-0 6-0 0-0 0-2) | Skorpions Varese | Campo Sportivo, via Roma |
| \| \| \| \| \| Resta D. Q2 (TD) 16yd pass da Delaria A. \| Marcatori \| team Q4 (saf) \| |               |                         |                  |                          |
|                                                                                          |               |                         |                  |                          |
| Resta D. Q2 (TD) 16yd pass da Delaria A.                                                 | Marcatori     | team Q4 (saf)           |                  |                          |

| Varese 3 maggio 2009, ore week 7                                                               | Skorpions Varese | 3 – 6 (0-0 0-0 0-0 3-6)   | Gladiatori Roma | Campo Varese Giovanile, via Majano |
| \| \| \| \| \| Bianchi C. Q4 (FG) 32yd field goal \| Marcatori \| Manias D. Q4 (TD) 1yd run \| |                  |                           |                 |                                    |
|                                                                                                |                  |                           |                 |                                    |
| Bianchi C. Q4 (FG) 32yd field goal                                                             | Marcatori        | Manias D. Q4 (TD) 1yd run |                 |                                    |

| Parma 10 maggio 2009, ore week 8 | Bobcats Parma | 14 – 9 (0-0 0-9 8-0 6-0)                                                        | Skorpions Varese | Campo F.lli Mordaci |
| \| \| \| \| \| Palmer O. Q3 (TD) 12yd pass da Amadasi P.P. Salvarani Q3 (tpc) rush Palmer O. Q4 (TD) 37yd pass da Amadasi P.P. \| Marcatori \| Formaggia F. Q2 (TD) 32yd pass da Moruzzi N. Bianchi C. Q2 (FG) 22yd field goal \| |               |                                                                                 |                  |                     |
| |               |                                                                                 |                  |                     |
| Palmer O. Q3 (TD) 12yd pass da Amadasi P.P. Salvarani Q3 (tpc) rush Palmer O. Q4 (TD) 37yd pass da Amadasi P.P. | Marcatori     | Formaggia F. Q2 (TD) 32yd pass da Moruzzi N. Bianchi C. Q2 (FG) 22yd field goal |                  |                     |

| Varese 24 maggio 2009, ore week 9 | Skorpions Varese | 8 – 7 (0-7 0-0 8-0 0-0)                                        | Bengals Brescia | Campo Varese Giovanile, via Majano |
| \| \| \| \| \| Bianchi C. Q3 (TD) 42yd run Garnica Gallardo M.A. Q3 (tpc) rush \| Marcatori \| Leoni A. Q1 (TD) endzone fumble recover Scarpolini M. Q1 (pat) \| |                  |                                                                |                 |                                    |
| |                  |                                                                |                 |                                    |
| Bianchi C. Q3 (TD) 42yd run Garnica Gallardo M.A. Q3 (tpc) rush                                                                                                  | Marcatori        | Leoni A. Q1 (TD) endzone fumble recover Scarpolini M. Q1 (pat) |                 |                                    |

| Varese 31 marzo 2009, ore week 10 | Skorpions Varese | 14 – 6 (0-0 7-0 7-0 0-6)   | Nemotec Red Jackets Sarzana | Campo Varese Giovanile, via Majano |
| \| \| \| \| \| Garnica Gallardo M.A. Q2 (TD) 1yd run Bianchi C. Q2 (pat) Garnica Gallardo M.A. Q3 (TD) 1yd run Bianchi C. Q3 (pat) \| Marcatori \| Barotti F. Q4 (TD) 1yd run \| |                  |                            |                             |                                    |
| |                  |                            |                             |                                    |
| Garnica Gallardo M.A. Q2 (TD) 1yd run Bianchi C. Q2 (pat) Garnica Gallardo M.A. Q3 (TD) 1yd run Bianchi C. Q3 (pat)                                                              | Marcatori        | Barotti F. Q4 (TD) 1yd run |                             |                                    |

### Playoff
| Varese 14 giugno 2009, ore Semifinale                                                                                    | Skorpions Varese | 0 – 10 (0-3 0-0 0-0 0-7)                                                               | Bengals Brescia | Campo Varese Giovanile, via Majano |
| \| \| \| \| \| \| Marcatori \| Barbolla R. Q1 (FG) 47yd field goal Barbolla R. Q4 (TD) 8yd run Scarpolini M. Q4 (pat) \| |                  |                                                                                        |                 |                                    |
| |                  |                                                                                        |                 |                                    |
| | Marcatori        | Barbolla R. Q1 (FG) 47yd field goal Barbolla R. Q4 (TD) 8yd run Scarpolini M. Q4 (pat) |                 |                                    |

## Statistiche di squadra
| Competizione | %Vittorie | In casa | In casa | In casa | In casa | In casa | In casa | In trasferta | In trasferta | In trasferta | In trasferta | In trasferta | In trasferta | Totale | Totale | Totale | Totale | Totale | Totale |
| Competizione | %Vittorie | G       | V       | N       | P       | Pf      | Ps      | G            | V            | N            | P            | Pf           | Ps           | G      | V      | N      | P      | Pf     | Ps     |
| ------------ | --------- | ------- | ------- | ------- | ------- | ------- | ------- | ------------ | ------------ | ------------ | ------------ | ------------ | ------------ | ------ | ------ | ------ | ------ | ------ | ------ |
| Campionato   | .600      | 5       | 4       | 0       | 1       | 75      | 19      | 5            | 2            | 0            | 3            | 59           | 61           | 10     | 6      | 0      | 4      | 134    | 80     |
| Playoff      | .000      | 1       | 0       | 0       | 1       | 0       | 10      | -            | -            | -            | -            | -            | -            | 1      | 0      | 0      | 1      | 0      | 10     |
| Totale       | .545      | 6       | 4       | 0       | 2       | 75      | 29      | 5            | 2            | 0            | 3            | 59           | 61           | 11     | 6      | 0      | 5      | 134    | 90     |